# La construcción social de la realidad
La construcción social de la realidad es una de las  obras teóricas más importantes e influyentes de la sociología y la psicología social contemporánea. Escrita por los sociólogos Peter L. Berger —nacido en Austria— y Thomas Luckmann —nacido en Eslovenia, de madre eslovena y padre alemán—, se publicó por primera vez en 1966. En ella, ambos autores proponían una fundamentación teórica para una sociología del conocimiento, inspirándose en buena medida en la fenomenología de Alfred Schütz, Karl Marx, Émile Durkheim y George Herbert Mead.
Como los autores señalan en la introducción de la obra, las tesis fundamentales de este trabajo son dos:  
1. La realidad se construye socialmente,
2. La sociología del conocimiento debe analizar los procesos por los cuales esto se produce.[1]

La "realidad" se entiende como una serie de fenómenos externos a los sujetos (que no pueden controlar su existencia en el mundo) y el "conocimiento" es la información respecto de las características de esos fenómenos. Realidad y conocimiento se encuentran íntimamente relacionados a partir del proceso en que el "cuerpo de conocimiento" sobre un fenómeno determinado queda establecido socialmente como realidad. La obra introdujo así en ciencias sociales la noción —tan utilizada desde entonces— de "construcción social" (o constructo social) en la teoría del construccionismo social.
La noción original era bastante estructural: contemplaba la existencia de procesos de institucionalización en la sociedad (en un nivel primario) que permite la emergencia de ámbitos de interacción social autónomos, donde los participantes lo perciben como una "naturaleza segunda". Destaca la importancia dada por los autores a la interacción social y al lenguaje en la construcción de la realidad. La noción ha sido utilizada dentro del denominado giro lingüístico, y a su vez se ha radicalizado la autonomización de la "naturaleza segunda", respecto a otros procesos de institucionalización. 
Con frecuencia se les ha criticado por caer en una visión excesivamente idealista en la que significados y representaciones tendrían un valor predominante frente a una realidad objetiva relegada a mero producto de los primeros.

## Conceptos básicos

### Acopio social de conocimiento
Las teorías sociológicas tempranas solían enfocarse demasiado en el conocimiento científico y teórico, pero estos son solamente una parte del conocimiento social que está relacionado con un grupo muy específico. Las interpretaciones del sentido común, instituciones, rutinas diarias, hábitos, el qué-es-qué y el quién-hace-qué en el proceso social y la división de labores constituye una parte mucho mayor del conocimiento en la sociedad.
"el conocimiento teórico es sólo una parte pequeña, y en modo alguno la más importante (...) El conocimiento primario con respecto al orden institucional (...) es la suma total de lo que "todos saben" sobre un mundo social, un conjunto de máximas, moralejas, granitos de sabiduría proverbial, valores y creencias, mitos, etc." (p. 89)

### Lenguaje y símbolos
El lenguaje también juega un papel importante en el análisis de la integración de la realidad cotidiana. Es una actividad externa al sujeto y que a su vez tiene un efecto coercitivo sobre él, es decir, que obliga al sujeto a adaptarse a sus pautas (análogo a las características del concepto de hecho social de Émile Durkheim). Proporciona a su vez la posibilidad de desenvolver al sujeto en sus experiencias durante toda su vida, que son constantes objetivaciones del mundo que lo rodea. También tiene la propiedad de tipificar estas experiencias, de incluirlas en categorías simples para el sujeto y sus semejantes, donde suelen ser repetidas por cualquiera y aplicadas a las mismas experiencias.
"Por ejemplo, tengo una disputa con mi suegra. Esta experiencia concreta y subjetivamente única se tipifica lingüísticamente en la categoría "dificultades con la suegra". Así tipificada adquiere sentido para mí, para otros y, presumiblemente, para mi suegra." (p. 55)
Tiene la capacidad de crear puentes entre diferentes zonas de la realidad de la vida cotidiana y las integra en un todo significativo (en un universo simbólico). Es decir, trasciende lo momentáneo, el evento único que está sucediendo "aquí y ahora" para ser utilizado en cualquier otro momento en otro lugar; esto lo otorga la cualidad de poder actualizarse y actualizar el mundo en el que se use. 

Cuando un tema es capaz de cruzar la esfera de realidad a otra puede ser entendida como un símbolo.
"Al nivel del simbolismo, pues, la significación lingüística alcanza su máxima separación del "aquí y ahora" de la vida cotidiana, y el lenguaje asciende a regiones que son inaccesibles a la experiencia cotidiana (...). El lenguaje construye entonces enormes edificios de representación simbólica que parecen dominar la realidad, de la vida cotidiana como gigantescas presencias de otro mundo. La religión, la filosofía, el arte y la ciencia son los de mayor importancia histórica entre los sistemas simbólicos de esta clase." (p. 57)

### Campos semánticos
El lenguaje constituye campos semánticos o zonas de significado lingüísticamente delimitados; elabora esquemas clasificadores para diferenciar los objetos según su "género" (cuestión muy diferente del sexo, por supuesto) o su "número"; formas para predicados de acción opuestos a predicados de ser; modos para indicar grados de intimidad social, y demás.

El cuerpo general del conocimiento es distribuido socialmente y clasificado en campos semánticos. La distribución dinámica y la interdependencia de estos sectores del conocimiento provee de una estructura al acopio social de conocimiento:
"Dentro de los campos semánticos (...) se posibilita la objetivación, retención y acumulación de la experiencia biográfica e histórica. La acumulación es, por supuesto, selectiva, ya que los campos semánticos determinan qué habrá que retener y qué habrá que "olvidar" de la experiencia total tanto del individuo como de la sociedad. En virtud de esta acumulación se forma tul acopio social de conocimiento, que se transmite de generación en generación y está al alcance del individuo en la vida cotidiana. Vivo en el mundo del sentido común de la vida cotidiana equipado con cuerpos específicos de conocimiento. Más aún: sé que los otros comparten al menos parcialmente ese conocimiento, y ellos saben que yo lo sé. Mi interacción con los otros en la vida cotidiana resulta, pues, afectada constantemente por nuestra participación común en ese acopio social de conocimiento que está a nuestro alcance."

### Vida cotidiana
La vida cotidiana es caracterizada por la intersubjetividad, donde el conocimiento de los individuos se pone en interacción con las objetivaciones y experiencias constantes propias y de los otros. Es el lugar en el que se pone en práctica el conocimiento obtenido de las experiencias previas, a través del lenguaje y en el cual se desenvuelven los sujetos. Es un vaivén histórico de los modos de actuar de los individuos, que se ve modificado con el tiempo y a su vez cristalizados a partir de su rutina.

## Internalización
Como hemos visto, la realidad de la vida cotidiana se mantiene porque se concreta en rutinas, lo que constituye la esencia de la institucionalización. Más allá de esto, no obstante, la realidad de la vida cotidiana se reafirma continuamente en la interacción del individuo con los otros. Así como la realidad se internaliza originariamente por un proceso social, así también se mantiene en la conciencia por procesos sociales. Estos últimos no difieren drásticamente de los de la internalización anterior, y reflejan el hecho fundamental de que la realidad subjetiva debe guardar relación con una realidad objetiva socialmente definida.

## Socialización primaria y socialización secundaria
La socialización primaria finaliza cuando el concepto del otro generalizado se ha establecido en la conciencia del individuo. A partir de allí se lo considera miembro efectivo de la sociedad y está en posesión subjetiva de un yo y un mundo.
La socialización secundaria es la internalización de "submundos" institucionales o basados sobre instituciones. Es la internalización de campos semánticos que estructuran interpretaciones y comportamientos de rutina dentro de un área institucional. Es decir, la adquisición del conocimiento específico de roles y sus normas apropiadas: “Los submundos internalizados en la socialización secundaria son generalmente realidades parciales que contrastan con el "mundo de base" adquirido en la socialización primaria. Sin embargo, también ellos constituyen realidades más o menos coherentes, caracterizadas por componentes normativos y afectivos a la vez que cognoscitivos”.
Los procesos formales de la socialización secundaria entrañan la problemática de la coherencia entre las internalizaciones originales y las nuevas (siempre presuponen un proceso previo de socialización primaria, un yo formado con anterioridad y un mundo ya internalizado) Algunas de las crisis que se producen después de la socialización primaria se deben realmente al reconocimiento de que el mundo de los propios padres no es el único mundo que existe, sino que tiene una ubicación social muy específica. En la socialización primaria el niño aprehende a sus otros significantes como mediadores de la realidad. En la socialización secundaria suele aprehenderse el contexto institucional y a los otros generalizados como funcionarios institucionales. Los "roles" de la socialización secundaria se separan fácilmente de los individuos que los desempeñan; son intercambiables.